# Dobczyce
Dobczyce è un comune urbano-rurale polacco del distretto di Myślenice, nel voivodato della Piccola Polonia.
Ricopre una superficie di 66,63 km² e nel 2004 contava 13 783 abitanti.